# 荣誉勋章：血战太平洋
《荣誉勋章：血战太平洋》（中国大陆官方译为「荣誉勋章：太平洋之战」）是一款由EA为Microsoft Windows开发并发行的第一人称射击游戏，为荣誉勋章系列的第七部正传。玩家要扮演美国海军陆战队的一名士兵汤米·康林，在第二次世界大战中在太平洋战场战斗。游戏使用了Havok引擎。关卡包括珍珠港事件、瓜达尔卡纳尔戰役和塔拉瓦戰役。
游戏包括CD和DVD，以及DVD導演版三个版本。后者包含一些特殊的特性和幕後花絮影片。
游戏要求至少1.5Ghz的CPU和一块支持DirectX8.1的显卡。

## 玩法

### 單人劇情
玩家扮演二兵托馬斯·康林進行太平洋戰役，與之前的榮譽勳章單人劇情不同，太平洋戰役引入命令系統，玩家可對三位電腦隊友進行命令行為，可命令三位角色為法蘭克·所羅門、吉米·蘇利文與威力·蓋恩斯。
撇除非作戰的新手訓練關卡，太平洋戰役總共有四項歷史戰役關卡:
- 珍珠港事件
- 馬金島突襲行動
- 瓜達康納爾島戰役
- 塔瓦拉環礁戰役

### 多人連線
太平洋戰役總共包含8張多人地圖和3種遊戲模式，玩家可以選擇四戰鬥兵類型。
三种游戏模式：
- Free For All： 最经典的无限制战斗类型，各自为战
- TDM：分队死亡模式
- Invader：每个地图都有3到4个重要地点，玩家需要守住己方的据点再去抢夺敌方的。

## 评价
《荣誉勋章：太平洋之战》受到了頗為正面的评价。其在GameRankings和Metacritic的评分分别为79.72%和80/100。